# Малін Мострем
Малін Софі «Мосан» Мострем (швед. Malin Sofi "Mosan" Moström, нар. 1 серпня 1975) — колишня шведська футболістка, яка грала на позиції півзахисниці клубу «Умео» та національної збірної Швеції.

## Клубна кар'єра
Малін Мострем у 1995 році приєдналася до «Умео», який тоді вже виступав у Дамаллсвенскані — вищому дивізіоні жіночого футболу Швеції. 
У 2000 році Мострем виграла з клубом свій перший чемпіонат Швеції.
У 2002 році Мострем стала капітаном «Умео» та отримала нагороду Diamantbollen, яка вручається найкращім шведським футболісткам року.
У 2003 та 2004 роках Мострем у статусі капітана команди двічі підіймала над собою найпрестижніший клубний трофей в жіночому футболі — Кубок УЄФА.
У 2006 році Малін Мострем, яка від вболівальників отримала прізвисько «Мосан» та стала справжньою легендою команди, оголостла про закінчення футбольної кар'єри. Але 26 червня 2007 року після того як в команді через травми з'явилися проблеми зі складом, Мострем ненадовго відновила свої виступи, щоб допомогти команді та підписала короткостроковий контракт з «Умео» до 12 липня.

## Кар'єра в збірній
26 липня 1998 року Малін Мострем дебютувала за збірну Швеції у товариському матчі проти збірної Англії на стадіоні «Victoria Road» у Дагенгемі. Вийшовши на заміну, вона забила єдиний гол в матчі на 84-й хвилині.
У складі національної збірної Мострем зіграла понад 110 матчів та була однією з найважливіших гравчинь, коли національна збірна здобула срібну медаль на жіночому чемпіонаті світу-2003.
На футбольному турнірі Олімпіади 2004 вона забила переможний гол у ворота збірної Нігерії в останньому турі групового етапу, що вивело Швецію до чвертьфіналу.
Малін Мострем також брала участь у двох чемпіонатах Європи: у 2001 році в Німеччині та у 2005 році в Англії.

## Цікаві факти
Клуб «Умео», кольори якого Малін Мострем представляла більше 10 років, оголосив про те, що жоден інший гравець команди не носитиме футболку з номером 6, тому що цей номер назавжди закріплений за Мострем.
У квітні 2019 року іспанський клуб «Атлетік Більбао» вручив Малін Мострем нагороду «One Club Award», що щорічно вручається футболістам за відданість одному єдиному клубу.
Малін Мострем у шлюбі з колишнім хокеїстом Єспером Єгером. Коли Єгер отримав посаду тренера ХК «Лугано», Малін Мострем разом з чоловіком та їхньою маленькою дочкою Свеєю переїхали жити до Швейцарії. 
Мострем брала участь у документальному серіалі «Інший спорт» на Sveriges Television у 2013 році.

## Досягнення

### Командні
Кубок УЄФА:
- Переможниця (2): 2003, 2004

Дамаллсвенскан:
- Чемпіон (6): 2000 , 2001 , 2002 , 2005 , 2006 , 2007

Кубок Швеції:
- Володарка (4): 2001, 2002, 2003, 2007

Суперубок Швеції:
- Володарка (1): 2007

### Збірна
- Чемпіонат світу :
  -  Срібло (1): 2003
- Чемпіонат Європи :
  -  Срібло (1): 2001
  -  Бронза (1): 2005